# Кондилобазальна довжина черепа
Кондилобаза́льна довжи́на че́репу (скор. КДЧ; англ. Condylobasal Skull Length) — відстань від частини міжщелепних кісток, що найбільш виступає вперед, до задньої поверхні потиличних виростків. Наприклад, у сивучої (з сімейства вухатих тюленів) кондилобазальна довжина черепа новонароджених дітей тварин становить 20,6 см у самців і 19,6 у самок. Зі збільшенням віку цей показник збільшується: у самців досягає середньої величини 38,6 см, а у самок — закінчується у групі 2—4 роки.
Також є дані про кондилобазальну довжину черепа деяких видів тварин, наприклад, у соболів у досліджених популяціях Прибайкалля у самців цей показник не перевищує 8,2 см, а у самок — 7,5 см.
Вимірювання проводять за допомогою штангенциркуля з точністю до 0,01 см. Для обліку статевого диморфізму в розмірах виміру проводять для самців та самок окремо.